# トヨタ・ジャパンタクシー
ジャパンタクシー（JPN TAXI）は、トヨタ自動車が販売するユニバーサルデザインタクシー用トールワゴン型ハイブリッド（スプリット方式）商用車、およびトールワゴン型ハイブリッド（スプリット方式）2シーターライトバンである。
世界初のLPGハイブリッド車である。

## 概要
2013年に行われた第43回東京モーターショーの参考出品車である「JPN TAXI Concept」をベースに市販化したもので、1995年から主にタクシー向けのノッチバックセダン型商用車として販売されていたコンフォート・クラウンコンフォート及びXS10系クラウンセダン（いずれも2017年に販売終了、以下「コンフォート系」）の後継車として、新たに発売されたものである。

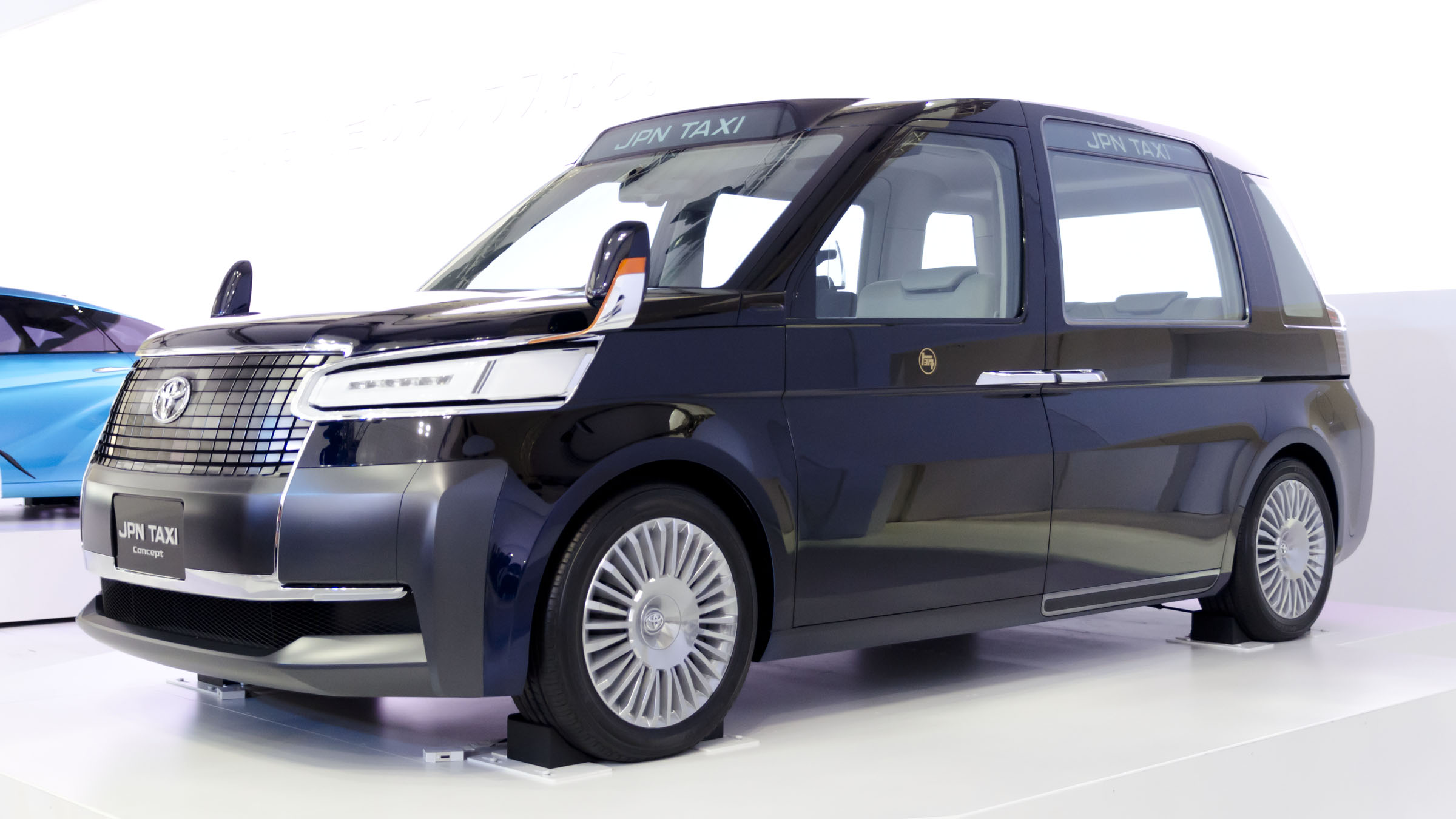
JPN TAXIコンセプト（フロント）
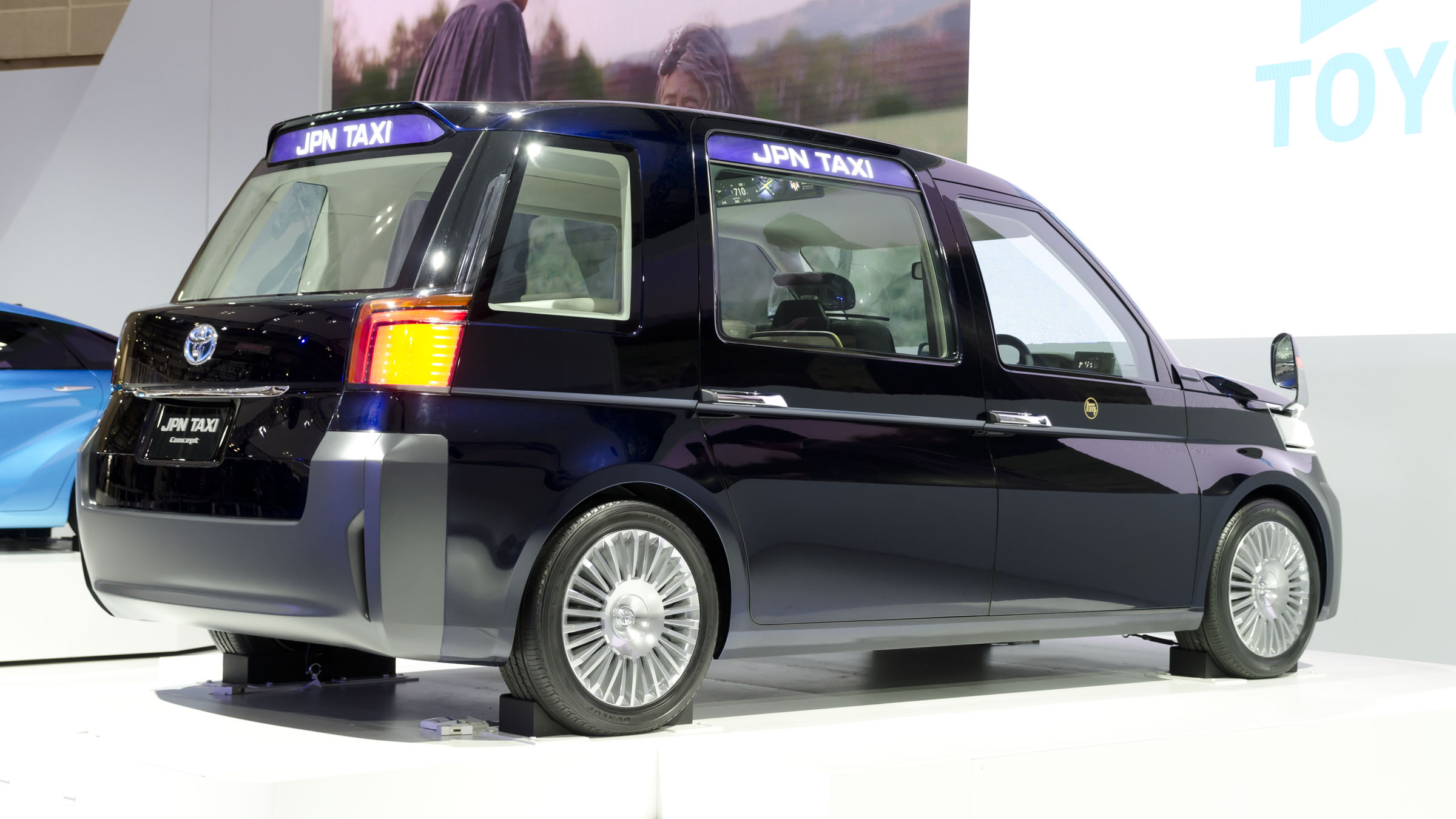
JPN TAXIコンセプト（リア）

トヨタ車で初めて、国土交通省が定める「ユニバーサルデザインタクシー」の設定要件を満たした車種に認定されている
車名は「JPN TAXI」とアルファベットで表記し、読みとカタカナ表記は「ジャパンタクシー」である。プレスリリースでも「JPN TAXI（ジャパンタクシー）」と表記しているが、公式ウェブサイトのタイトルは、カタカナ表記とするなど表記が混在している。報道機関では「JPNタクシー」などの表記もある。通称として「ジャパン」や「ジャパタク」とも呼ばれる。
生産はコンフォート系に引き続きトヨタ自動車東日本東富士工場が担当していた が、2020年12月25日に閉鎖された後は宮城大衡工場に移管されることとなった。
タクシー専用車種として設計・開発された車種ではあるが、一般ユーザーが購入して自家用車登録も可能となっている。また、自動車教習所において普通自動車第二種運転免許の教習車としての導入例もあり、下記のスロープ板展開の写真は教習車である。

### 年表

香港向けの「コンフォートハイブリッド」

2013年11月5日
「第43回東京モーターショー2013」にて、参考出品車として「JPN TAXI Concept」を出展することを発表。
2015年10月26日
次世代タクシーの概要を公表。
発売時期を2017年度内とすることや、全国のトヨタ店、トヨペット店を通じて販売することを発表。また「第44回東京モーターショー2015」では、同車を映像で紹介することも併せて発表された。
2017年10月23日
「JPN TAXI（ジャパンタクシー）」として発売。
キャッチコピーは「次の日本に、いらっしゃいませ。」。
2018年4月1日
衝突回避支援パッケージの名称を「Toyota Safety Sense C」から、「Toyota Safety Sense」に変更。（公式発表なし）
2018年5月
香港市場向けを発表。当初の車名は『コンフォートハイブリッド』としていた。
2018年12月8日
コイアイ（ext）×クロコハク（int）の組み合わせが、オートカラーアウォード2018審査委員特別賞を受賞。
2019年2月4日
車椅子乗降改善対応を発表。

障害者からの改善要求を受け、発売開始から2019年2月までの既販車を対象に、車椅子乗降用スロープに固定ベルトを接続するためのカラビナ（金属リング）が無料提供され、延長用スロープの脚を組立式からスロープ式に無料交換。車椅子固定ベルトと車椅子用延長シートベルトの収納用として、リアフロアに装備可能な収納ポケットが配布され、取扱説明書を読まずに済むよう、作業工程が明記されたラベルを貼付する対応が行われる。併せて、車椅子乗降改善対応等を施した改良モデルを、同年3月に発売予定であることも発表された。
2019年3月15日
一部改良。
車椅子乗降用スロープ（スロープNo.1）が折りたたみ3つ折りから2つ折りに、延長用スロープ（スロープNo.2）が折りたたみ構造から樹脂素材の一体成形品にそれぞれ変更され、スロープの長さを260mm延ばして1100mmとなった。また、ベルト類を入れていた収納袋が廃止され、フロアにポケットを常設。各箇所には設置作業手順が明記されたラベルが貼り付けられた。
また、「Toyota Safety Sense」の装備の1つであるプリクラッシュセーフティに昼間の歩行者検知機能が追加されたほか、パワースライドドアの閉じる時間が1.5秒速く（6.5秒→5秒）なり、料金トレイの位置を10cm低くし、リアワイパーはHi/Loの切り替えが可能な間欠機能付に変更された。
2020年1月7日
排出ガスと燃料消費率がWLTCモードに対応（燃料消費率はJC08モードも併記）し、「平成30年排出ガス基準75%低減レベル（☆☆☆☆☆）」認定を取得。これに伴って、排出ガス規制の識別記号が「DAA-」から「6AA-」に変更された。また、同年3月31日の標準仕様ユニバーサルデザインタクシー認定要領の改正に伴い、スロープの構造が変更され、耐荷重は200kg（緑シール）から300kg（ピンクシール）に向上された。車両接近通報装置の音色が変更され、同装置の音を停止する機能が廃止された。
2020年12月10日（補足）
香港向けの2代目コンフォートを含め、東富士工場での生産を終了。
2021年1月4日（補足）
香港向けの2代目コンフォートを含め、宮城大衡工場へ移管、ならびに生産を開始。
2021年5月10日
一部改良。
運転席と助手席のエアコン吹き出し口に設置されている「ナノイー」が「ナノイーX」に変更され、可視光応答型光触媒「V-CAT」を使用したハーフシートカバー（デラックスタイプ）が純正用品に設定された。
アクセサリーコンセント（AC100V・1500W/コンセント1個）が新たにメーカーオプション設定され、照度センサーによって自動点灯・消灯を行うコンライトを標準装備。また、ブザーとディスプレイ警告によってフューエルリッドの閉め忘れを知らせる機能が追加された他、運転席のシート表皮が合成皮革＋ファブリックに改良された。トヨタの他のハイブリッドの車種においてはたいてい前輪と前部ドアの間の高い位置（車体にサイドウインカーがある車種の場合おおむねその近隣）にある「HYBRID」のエンブレムが本車種の場合は前部ドアのヒンジ寄りにあったが、本改良で廃止された（トランクリッドの「HYBRID SYNERGY DRIVE」エンブレムは変更なし）。
なお、今回の一部改良により、2030年度燃費基準優良車（2030年度燃費基準90%達成）となった（排ガス規制記号は「6AA-」で据え置き）。
2022年5月13日
一部改良。
シート表皮、後席用シートベルト及び車いす固定用ベルトの構成部品が抗菌仕様となり、乗降用の自動格納式アシストグリップが助手席側Aピラーに装備された。
また、清掃性向上のため、後席用アシストリヤストラップが合皮巻きから樹脂製に変更されたほか、フロアカーペットがカットパイルから毛足の短いニードルパンチに変更された。
2024年2月
一部改良（公式発表なし）。
パーキングサポートブレーキ（前後方静止物）を標準装備した。
また、トランクリッドに装着されているハイブリッドシンボルマークが、これまでの「HYBRID SYNERGY DRIVE」から5代目プリウス以降の車種に採用されている“BEYOND ZERO”タイプの「HEV」に変更された。
2025年6月2日
一部改良。
LPGタンクの容量を6L拡大して58Lとしたほか、メーターの意匠が変更され、天井サーキュレーターの吹き出し口のフィンを可動式に変更。メーカーオプションのアクセサリーコンセント選択時に外部給電アタッチメントが追加された。
「Toyota Safety Sense」の機能強化も行われ、プリクラッシュセーフティは検知対象が大幅に拡大され、夜の歩行者、自転車運転者（昼夜問わず）、昼の自動二輪車、交差点右折時に直進してくる対向車、交差点右左折時の横断歩行者や自転車運転者、交差点に進入する際の車両及び自動二輪車にも対応。併せて、急な操舵による車線逸脱の抑制をサポートする緊急時操舵支援機能と低速走行時に急なアクセル踏み込みによる急加速を抑制する低速時加速抑制機能が追加された。
従来から車線逸脱警報として装備していたレーンディパーチャーアラート（LDA）は車線逸脱抑制機能を追加。T-Connectに対応したことでヘルプネット（エアバッグ連動タイプ）やeケア（走行アドバイス）が標準化（利用の際はT-Connectの契約が必要）され、上級グレードの「匠」にブラインドスポットモニター（BSM）のメーカーオプションが設定された。

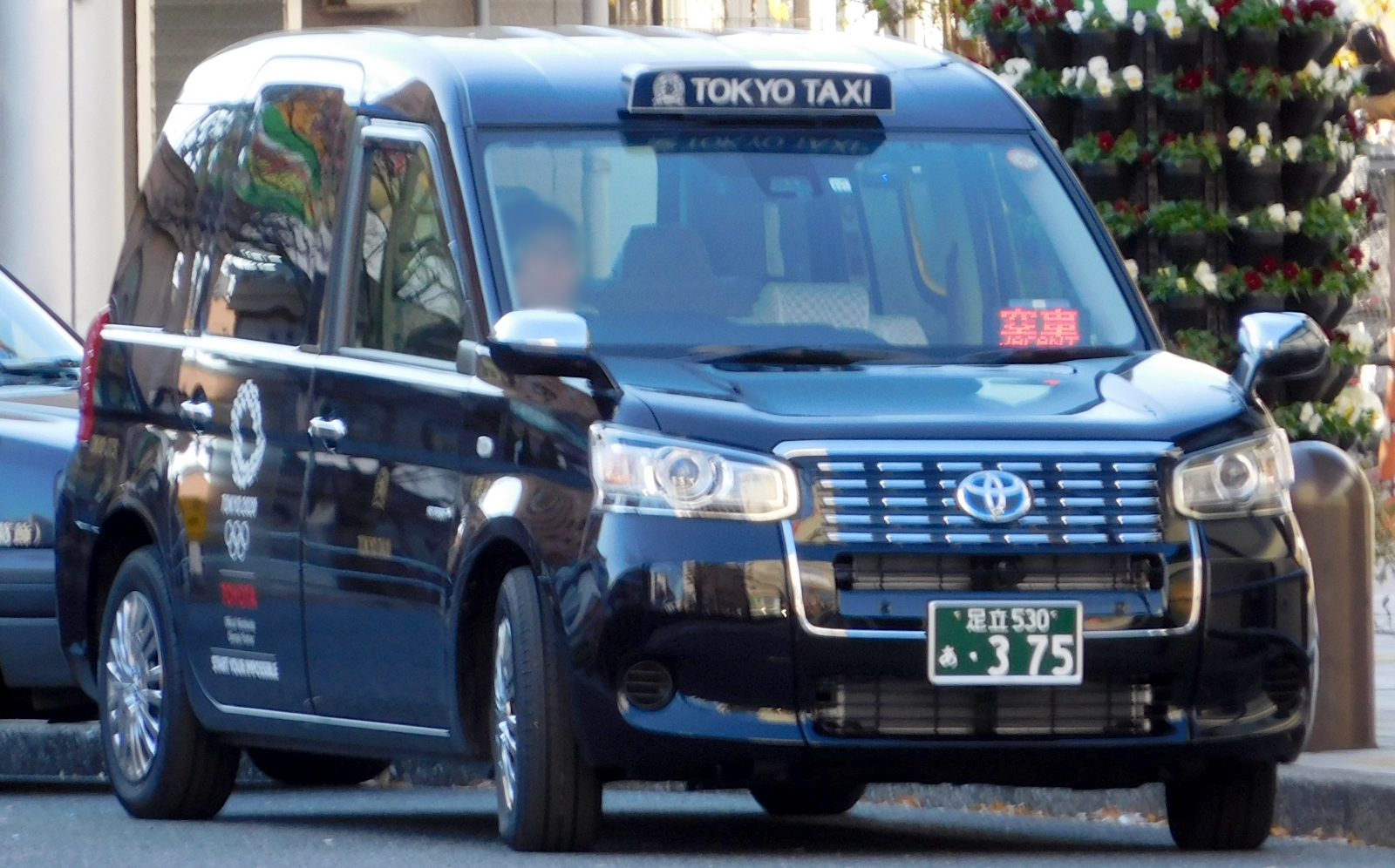
JPN TAXI（量産車） 匠　フロント
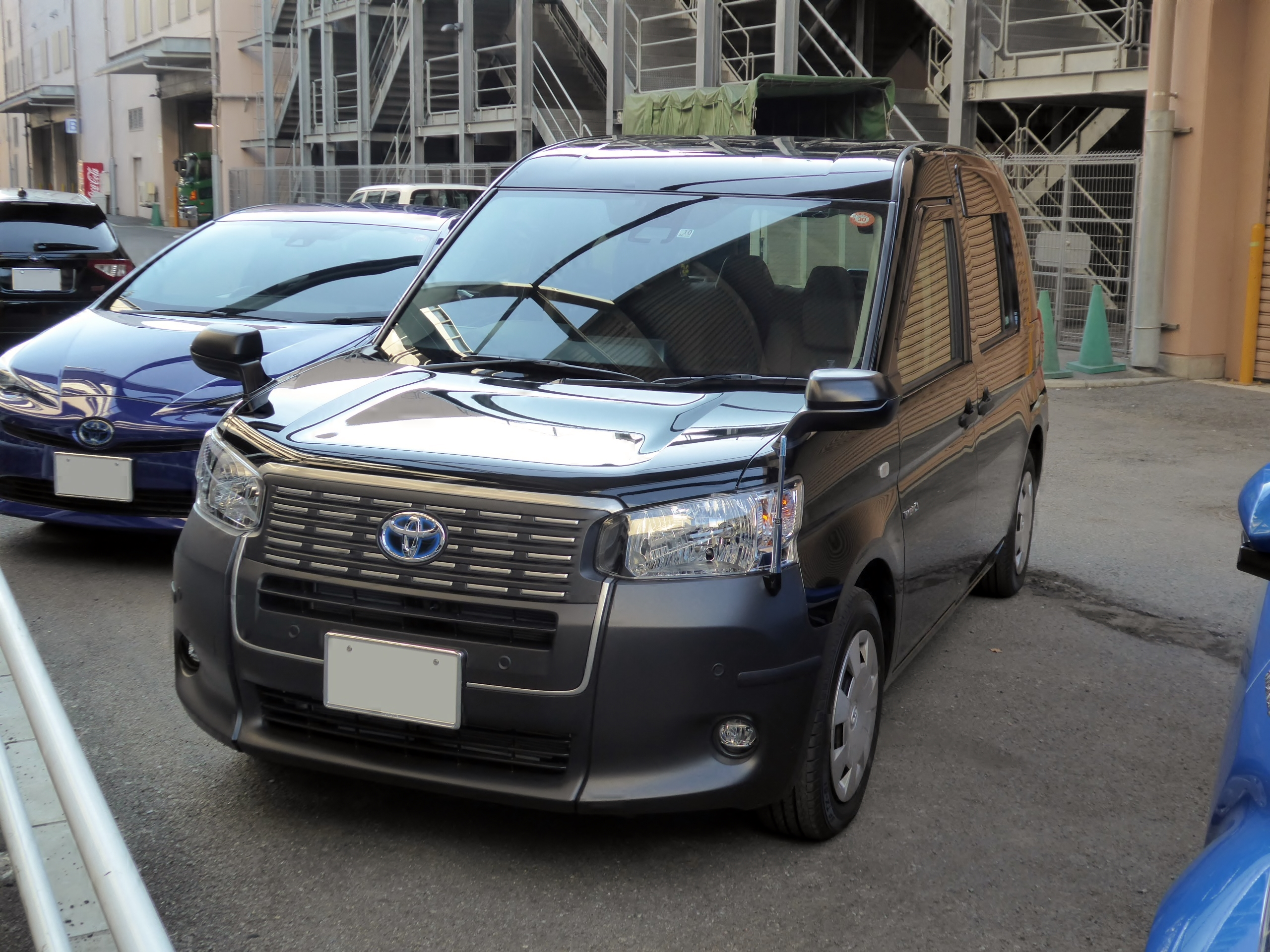
JPN TAXI（量産車） 和　フロント
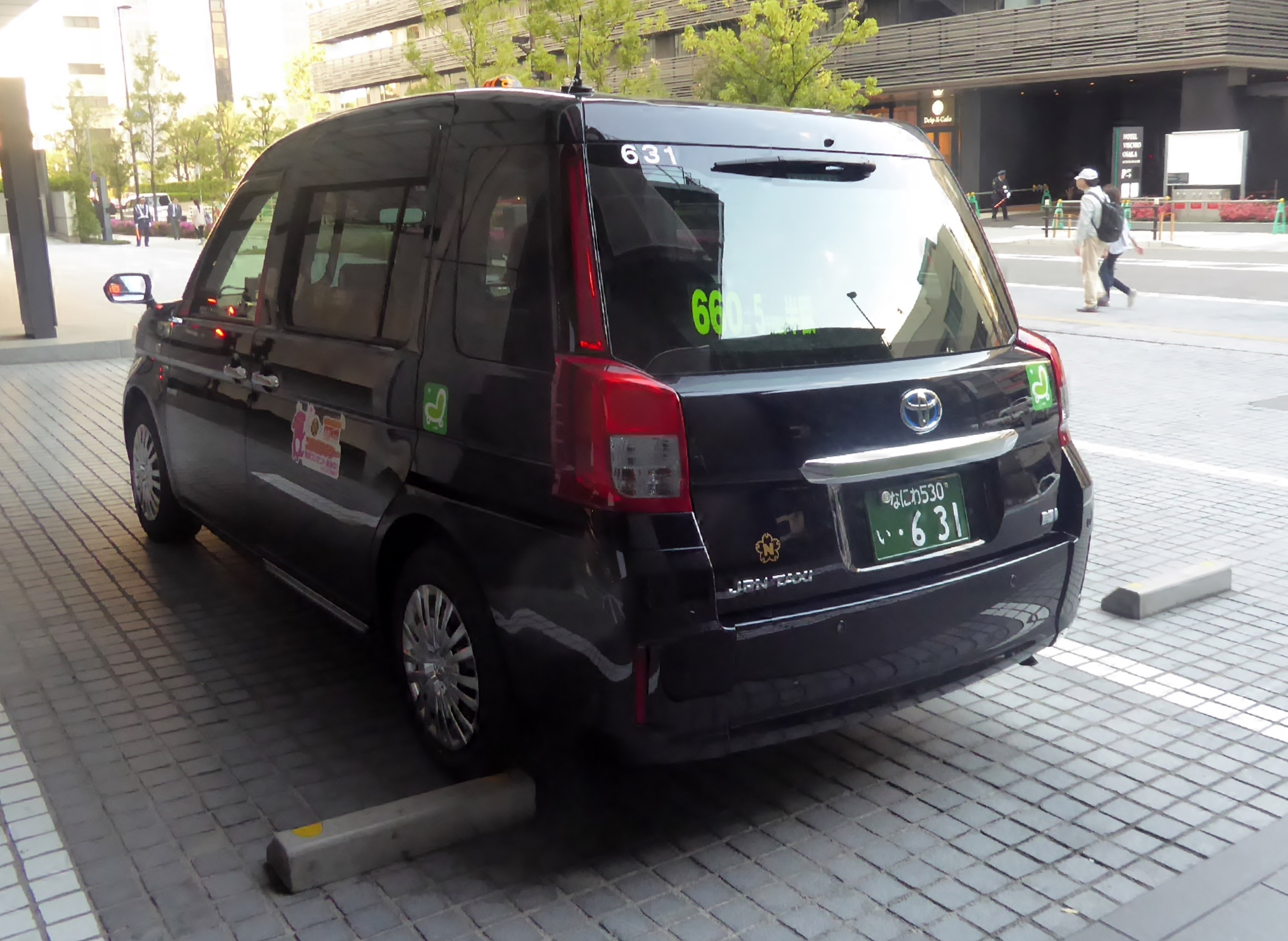
JPN TAXI（量産車） 匠　リヤ
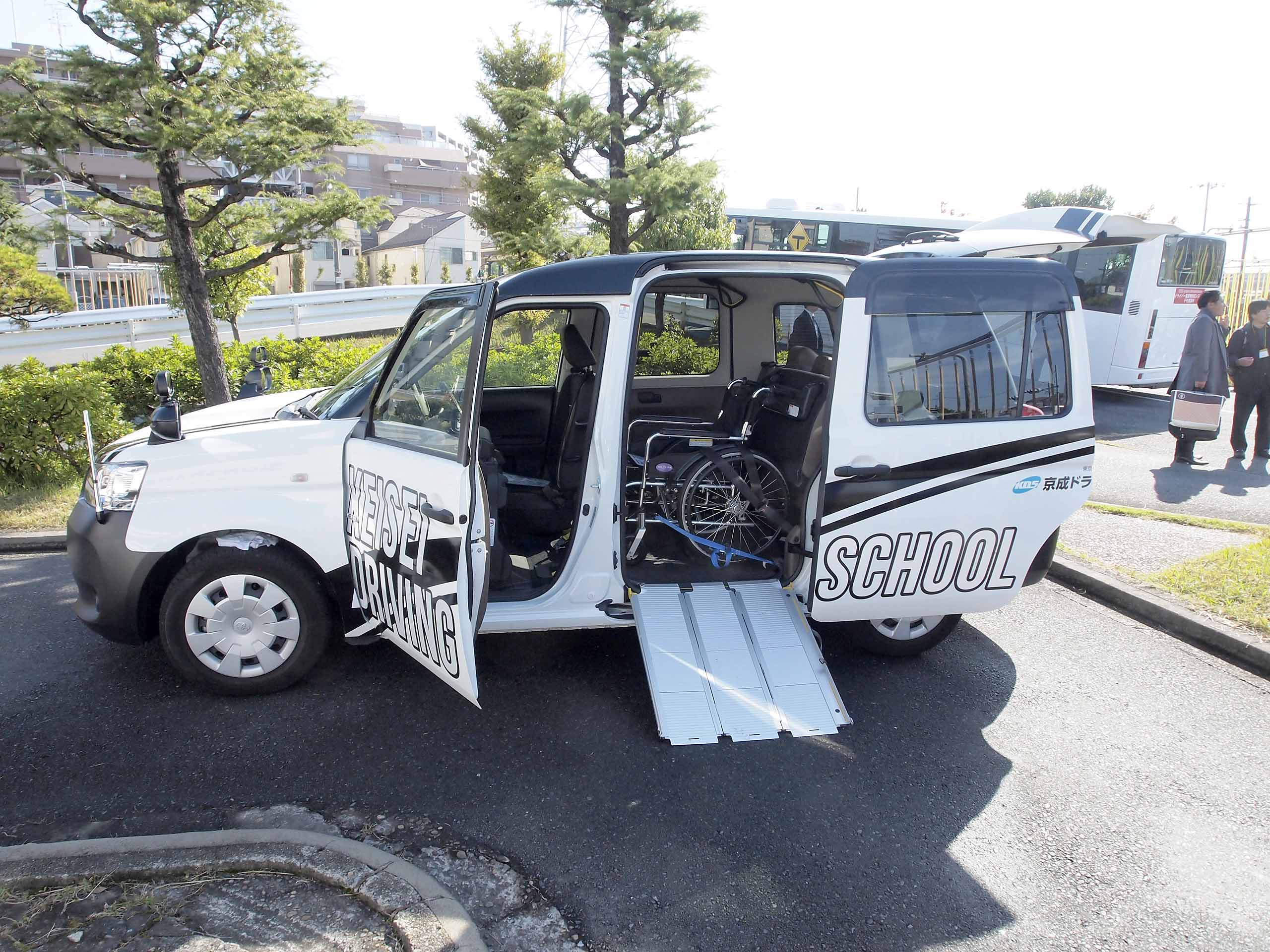
スロープ板展開・車椅子乗車状態

### グレード
グレードは標準グレードの「和（なごみ）」と上級グレードの「匠（たくみ）」の2種類が用意されており、後述の「深藍限定車（こいあいげんていしゃ）」の場合はそれぞれの車両型式の末尾に「K」が追加される（例：DAA-NTP10-AHXGNK（匠）、DAA-NTP10-AHXDNK（和））。
- 「和」は、バンパー・バックドアガーニッシュ・アウトサイドドアハンドル・電動リモコンフェンダーミラー・Cピラーが黒の樹脂パーツの無塗装素地、フロントグリルはシルバー塗装と素地の仕様、タイヤ・ホイールは185/65R15タイヤ[注 6] に15インチスチールホイール[注 7]にシルバーメタリック塗装の樹脂フルキャップ[注 8]、内装は一部の装備にイエローのアクセントが配され、ピラーアッパーガーニッシュやリアドアトリムロアは素地。ヘッドランプはクリアランスランプを備えたハロゲンタイプ（マニュアルレベリング機構付）となる。東京23区・武蔵野市・三鷹市の区域（特別区・武三交通圏）内では東京無線やチェッカーキャブ、信和事業（大和自動車交通提携）のそれぞれ一部など採用会社は少ない。
- 「匠」は、バンパーがボディ同色塗装（フロントの中央部はブラック塗装）、フロントグリルはメッキ＋ブラック塗装に、バックドアガーニッシュ・アウトサイドドアハンドル・電動リモコンフェンダーミラーがメッキとなり、タイヤ・ホイールは185/65R15タイヤ[注 6]に15インチスチールホイール[注 7]にスーパークロムメタリック塗装の樹脂フルキャップとなる。内装はウレタン3本ステアリングホイール・シフトレバー&ノブ・インサイドドアハンドルなどにサテンメッキ加飾を、サイドレジスターニクロムメッキ加飾がそれぞれ施され、ピラーアッパーガーニッシュは植毛、リアドアトリムロアはカーペット材となる。ヘッドランプはクリアランスランプとデイライト（2021年5月10日改良以降）を備えたLEDタイプ（Bi-Beam LEDヘッドランプ、オートレベリング機構付）となり、Cピラーはテールランプ付。また、専用装備として、リア左側サイドプロテクションモール（ボディ色＋メッキ）、コンライト（ライト自動点灯・消灯システム）、リアシートヒーター、天井サーキュレーター（サテンメッキ加飾）が装備され、15インチアルミホイール[注 7]（切削光輝＋グレーメタリック塗装）＋センターオーナメントのオプション設定が追加される。

初期に設定される「深藍限定車（こいあいげんていしゃ）」は「匠」「和」の両グレードに設定され、後席側両ドアには東京2020大会（運転席側に東京オリンピック、助手席側に東京パラリンピック）公式ロゴとトヨタのロゴのシールが貼付され（任意）、専用カタログには両大会の終了後、開催年の年末までに事業者各位で剥がす事と、両後部ドア部分には社章や無線番号等の貼付を一切してはいけない旨が記されている（そのため、番号を車体に表記する事業者においてはオリンピックロゴのある車両では無線番号を前席側ドアや左後席側ドアの全開時より後に表記している）。なお、東京都等一部の自治体では「深藍限定車」に対して補助金を出しており、東京都の例では国のユニバーサルデザイン車に対する補助金と合わせ100万円近い補助金が購入する事業者に助成される。シールは太陽光などの影響により、ボディカラーの褪色などで剥がした部分とそれ以外の部分で褪色が目立つ場合がある。褪色対策で経年次第では剥がす代わりに目隠し用にオーバーラッピングも用意されている。UD TAXIのシール（15cm平方）は初期は緑色、300kg対応スロープ車両より2020年度ロゴ入りのピンク色が左前バンパー、左リアフェンダー、後部ハッチ右側の3箇所（会社により位置や寸法に若干相違がある）に貼り付けされる。東京地域に関しては前述の東京2020大会開催までは各社外観が画一的で似通っていたが、同大会終了後は公式ロゴが剥がされ、独自のスポンサーやタクシー配車アプリの巨大ステッカーをドアに貼り付けするケースも増え、徐々にバリエーションに富んだものに代わりつつある。
特装車扱いではあるが、商用車の「JPN TAXI バン仕様車」もラインナップされる。これは「和」グレードをベースに後席を省くことで積載性を高めたモデルであり、乗車定員は2名、最大積載量は200kgの4ナンバー登録となる。

### ボディカラー
ボディカラーは深い藍色をベースとした新規開発色「深藍（こいあい）」、黒色の「ブラック」、白色の「スーパーホワイトII」の3色が設定され、顧客の要求に応じた塗装には対応しなくなった。また、前述の通り「深藍」のみ「深藍限定車」の設定があった。ただし、愛知県他の名鉄系タクシー各社やつばめタクシーグループなど東京以外の地域を中心に、タクシー架装業者や板金塗装工場の手により、独自に従来通りのデザインに全塗装して使用している事業者もある。
東京都内においては個人タクシーのうち東個協（東京都個人タクシー協同組合：でんでん虫グループ）加盟の車両はスーパーホワイトIIに赤で縁取られた青い帯を貼り付けている他、グリーンキャブでは車体下半分をコーポレートカラーのペパーミントグリーンに塗り替えている車両が、日の丸交通に従来色の車両が1台塗装されるなど、都内でも僅かではあるが従来通りのデザインに塗装している事業者が散見される。
また、ラッピングではあるものの、信和事業所属の政和自動車が提携先である大和自動車交通の従来色である東京四社の車体色を再現している他、神奈川県の平和交通も従来色の車両を使用している。
2025年2月には東京無線所属の国産自動車が2台、従来色を再現した車両を稼働させている。
その他、近鉄タクシーグループでは近鉄80000系電車及び近鉄16200系電車と同じ色に塗り替えた車両がある。
香港（コンフォートハイブリッド）でも全塗装して使用する事業者がある。

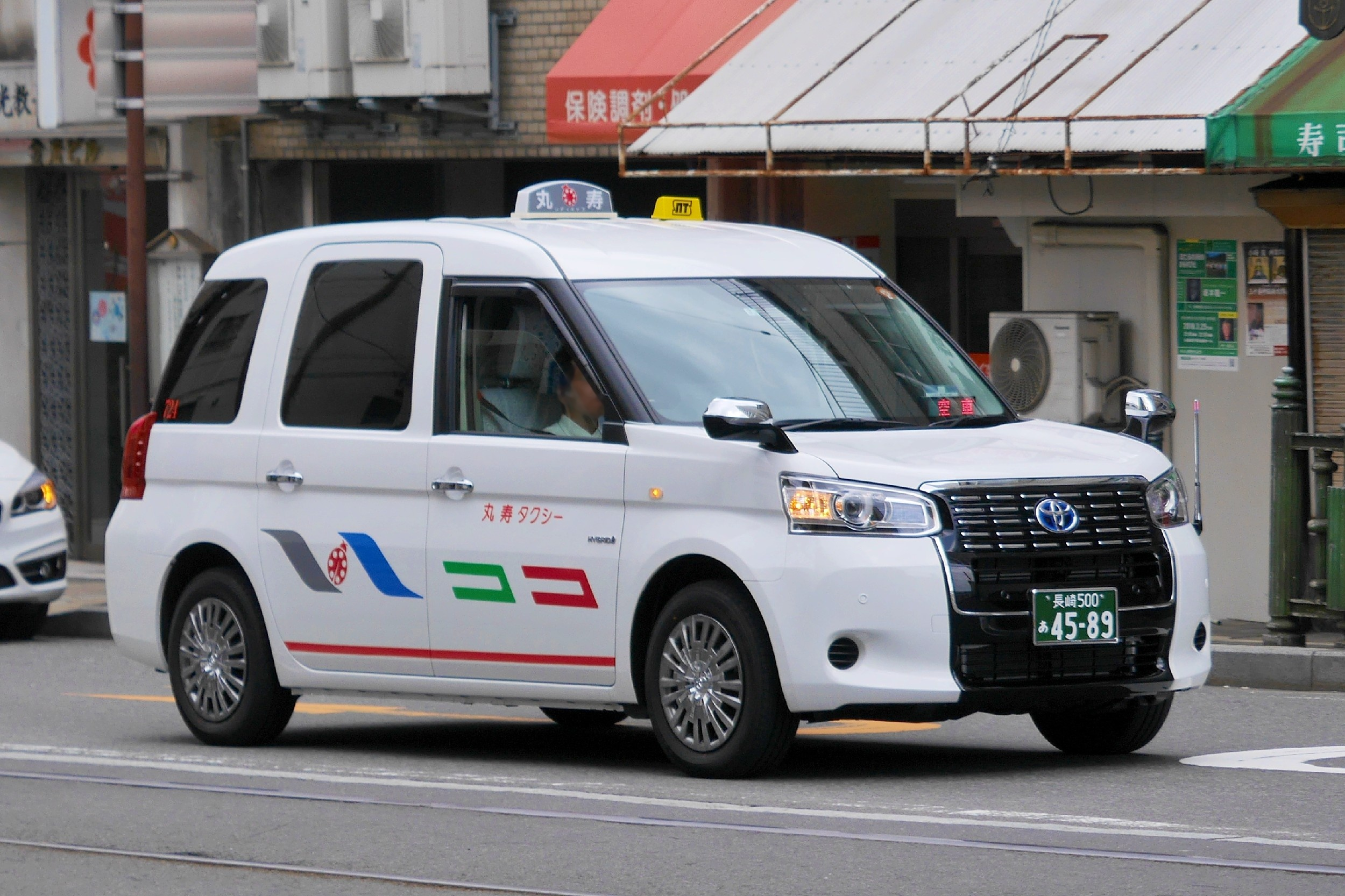
独自色の例：長崎市のタクシー事業協同組合「シティキャブ長崎」カラー（丸寿タクシー）
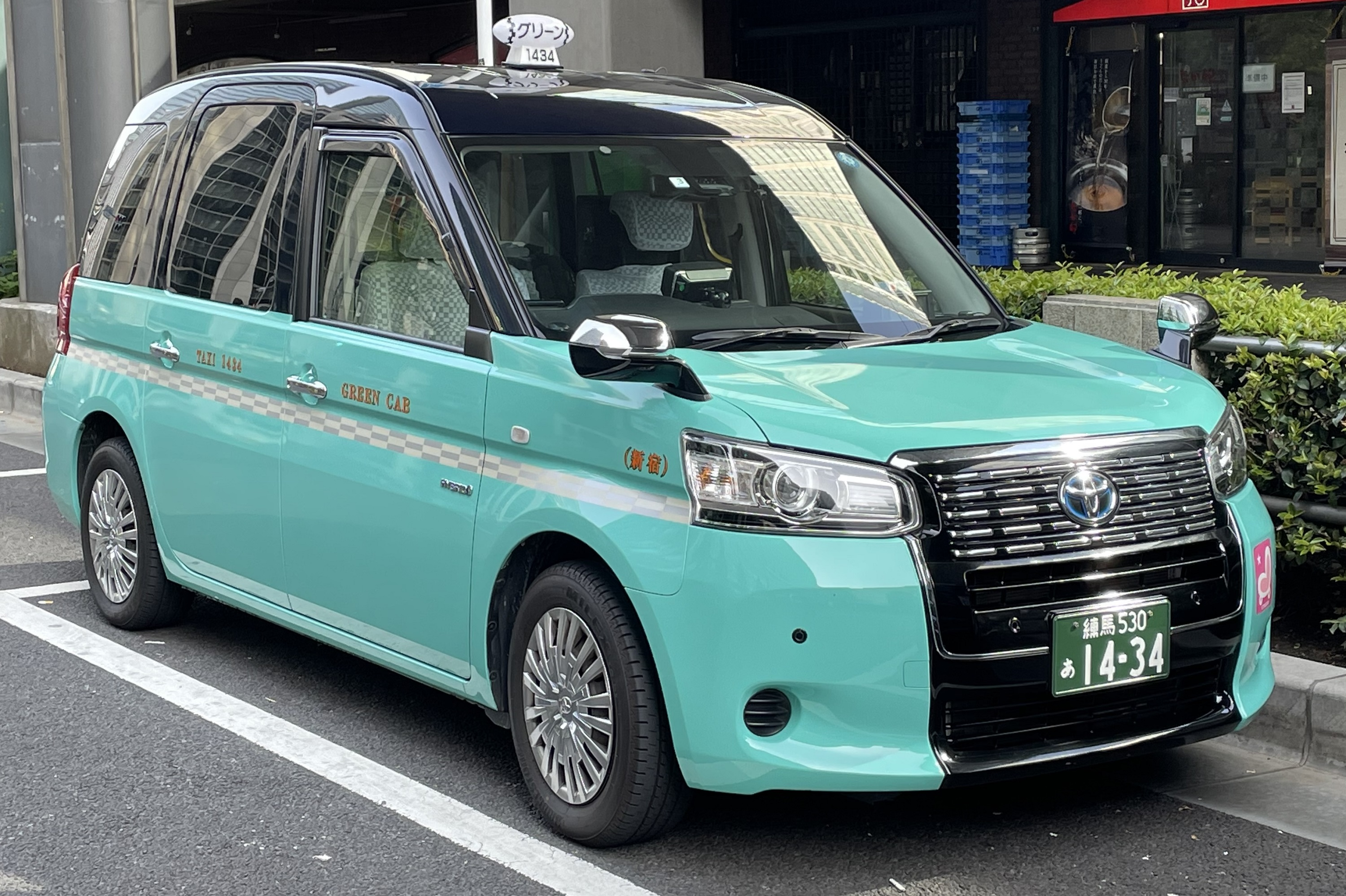
独自色の例：東京都のタクシー会社グリーンキャブ。下半分は従来のペパーミントグリーン、上半分は深藍で塗装されている。

## メカニズム

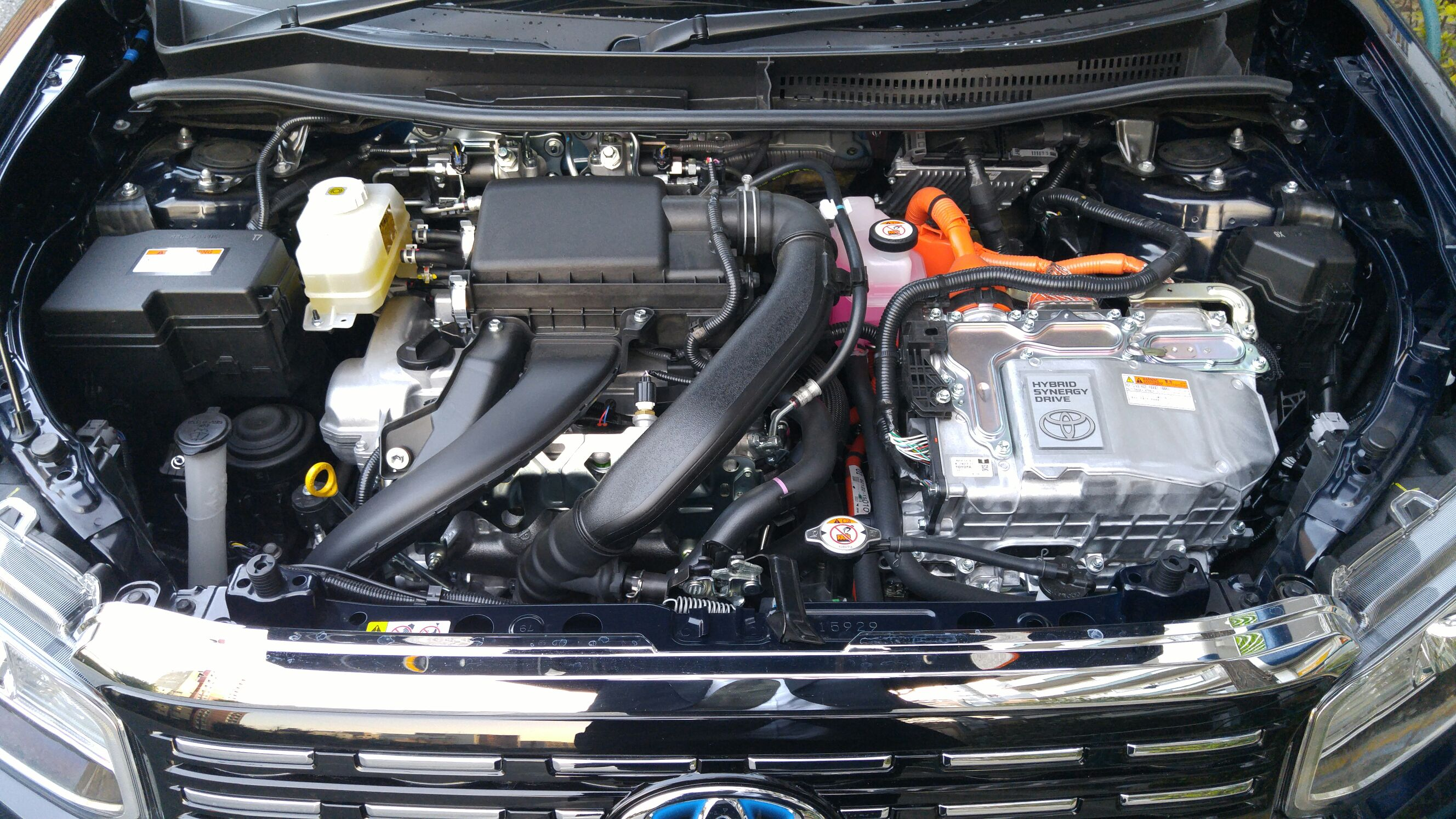
搭載される1NZ-FXP型エンジン+2LM型モーター

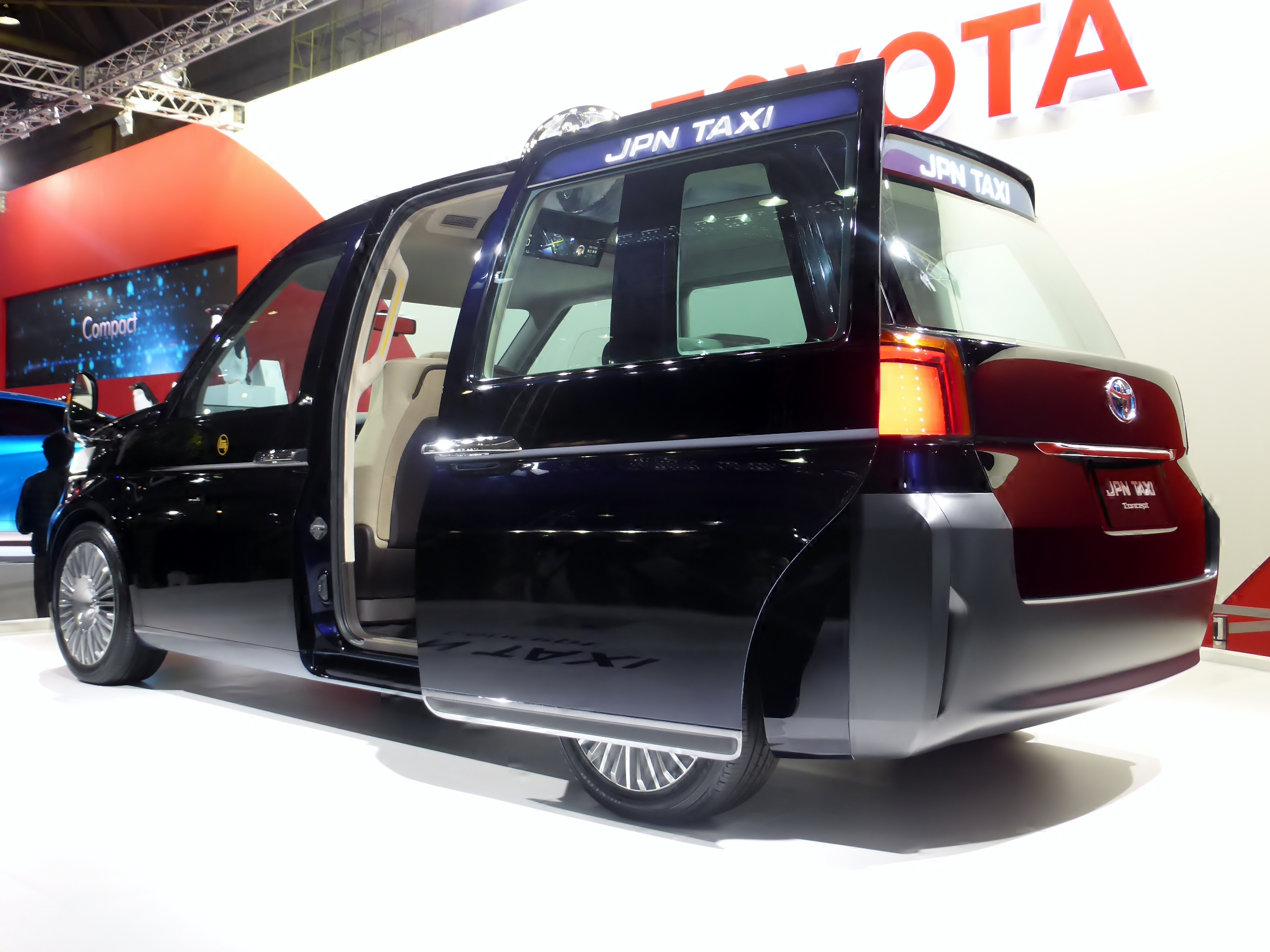
スライドドア（写真はJPN TAXI Conceptのもの）

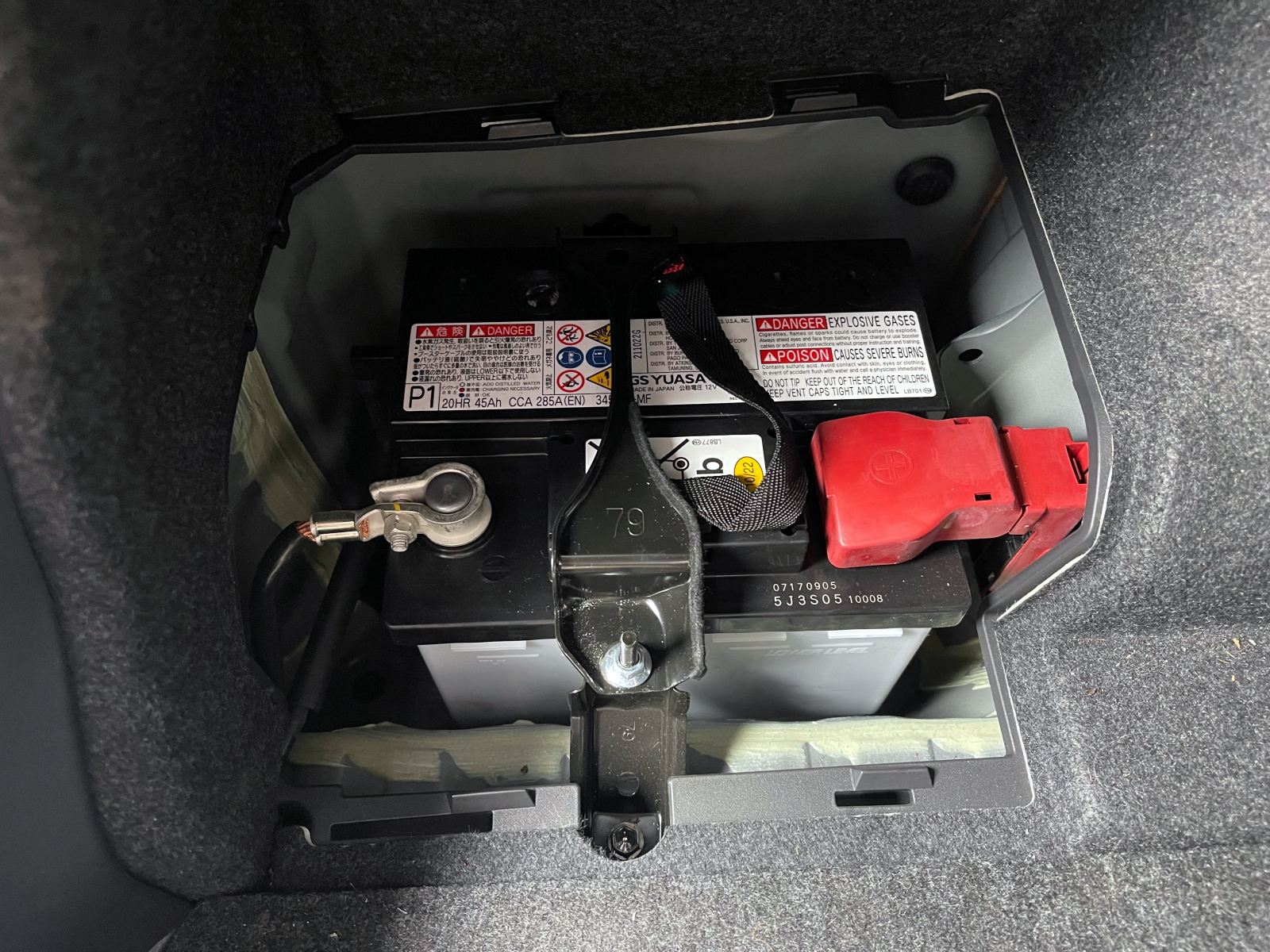
新車装着される補機バッテリー

同社の小型ミニバン・シエンタのチーフエンジニアでもある粥川宏（かゆかわ ひろし）が当車チーフエンジニアを担当した。

### ボディ・外装
XP17#G型シエンタのシャシーをベースに開発したため、ミニバンに近い低床・高天井スタイルを採用している。
助手席側のリアドアは開口幅720mm、開口高1,300mmの開口幅を持つ電動スライド式で、車椅子に乗ったままの乗降が可能である他、室内各所に補助グリップを設置したことで車椅子からシートへの乗り移る際にもセダン系の車両より楽に動けるという。前身であるコンフォート系と異なり前輪駆動になったことで後席床面がフラット化されていることも車内の移動を容易にしている。運転席側のリアドアは開閉状態を前後方から容易に識別でき、かつ、人（特に子供）の前方への飛び出しを防ぐヒンジドアとしている。
なお、車体の全高の高さから、導入する事業者の車庫の制限に対応するために、行灯（防犯灯）の位置が屋根の中心に設置するタイプを設置する事業者だけでなく、フロントウインドウ上やリアハッチバック上に分けて設置する事業者がある。
室内側の電動スライドドア操作スイッチは運転席ドアのパワーウインドウ付近に設置されるが、安全上、スイッチを操作し続けることでドア開閉を可能としている。スライドドアの取手を直接操作する場合は、アウター（車外）側は他車同様にノブを一度引くだけの電動開閉を可能としている が、インナー（車内）側は安全上、手動での操作のみとなり、電動による操作はできない。また、運転席側のリアドアのみ安全上、窓の昇降はできないようになっている。後述するが、開閉速度については2019年3月の一部改良で見直され高速化されている。
フロントは、横基調の格子をモチーフとしたラジエーターグリルを採用。リアはバックドアをノッチ形状としている。またバンパーは、フロント・リア共にサイド部分だけの交換が可能なように3分割に、ランプ類はアウターレンズのみ交換可能な構造とし、メンテナンス性に配慮されている。
灯火類はハイマウントストップランプ、テール・ブレーキランプはLED、ウインカー、バックランプ、ライセンスランプは電球、ポジションランプおよびヘッドランプは前述の通りグレードにより異なる。

### 内装
シートはグレードを問わず、全車の全席に合成皮革を採用する。これは、傷や汚れに強く、清掃も容易に行えるようにとの配慮からである。助手席側はグローブボックスを廃することで乗車スペースの拡大とシートアレンジ（特に車椅子による乗降時）の多様性に貢献している。
タクシーメーターや領収書、無線機器、釣銭箱、小物等をスマートに収納出来るよう、グローブボックスが無い分いたる所にポケットやスペースを設置し、場所によっては防犯に配慮した形状としている。タクシーメーター、カーナビゲーションは後席から見えやすいセンターパネルに配置し、空調スイッチは運転席右側パネルにコンパクトに配置されている。なお、空調の吹き出し口にはコンフォート系のシャープ製のプラズマクラスターに代わりパナソニック製のナノイーが設置される。
シフトレバーは前述の収納スペースの関係もありインパネシフトとなっているが、ベースとなったシエンタのゲート式シフトレバーではなく、従来のコンフォート系に合わせたストレート式シフトレバーとなっている。これは純粋なトヨタのハイブリッド専用車で唯一となる。また、本車種においてはキーレスエントリーおよびイモビライザーは設定されているが、スマートエントリーは設定されてないため、ハイブリッドシステムの始動は従来通りキーを回転させるタイプである。

### パワートレイン
パワートレインは、トヨタのハイブリッドカーに採用されているハイブリッドシステム「リダクション機構付THS II」をベースに、タクシーで用いられているLPG燃料に対応した「LPGハイブリッドシステム」が採用された。
タクシーは、燃料に価格の安いLPガスを使用するLPG車が現在も一般的である。さらに、大都市ではタクシー会社がLPGスタンドを自ら経営しているケースも多い。
前述のとおり、LPGエンジンを使用したハイブリッド車（ストロングHV）は世界初となる。2013年にコンセプトカー「JPN TAXI Concept」として登場した時点からLPGハイブリッドシステムを採用する方針が決まっていた。トヨタは当初LPGハイブリッド車の開発に積極的ではなかったが、タクシー業界からの強い要望があり、ジャパンタクシーはLPGハイブリッド車として設計されることになった。トヨタでは、LPGハイブリッドを採用した理由を公式には「CO2排出量を飛躍的に減らすため」としている。
エンジンは1.5Lの「1NZ-FXP」型を搭載。ブロックこそ「1NZ-FXE」型と共通であるものの、ヘッドとバルブは専用品に差し替えられ、バルブスプリングも強化され、それに補機ベルトのメンテナンスが不要の電動ウォーターポンプが組み合わせられた。
ブレーキはシエンタの総輪ディスク（前ベンチレーテッドディスク・後ディスク）と異なり、コンフォート系同様に後輪はドラムブレーキ（リーディング・トレーリング式）になり、ホイールハブは同じ5穴ながらも、シエンタのPCD100.0からコンフォート系と同じPCD114.3に変更されている。
バッテリーは、駆動用はニッケル水素が用いられており、低床・フラットフロアを実現するため、薄型化してフロアカーペット下に配置。補機用はEN規格のもの（LN1 45Ah）をトランク内左側に配置。燃料クーラーはコンフォート系の1⁄3サイズに小型化された。
LPG車に必要なLPGガスボンベの容量は、コンフォート系の94L（保安基準上85%まで：実効容量約72L）に対し52L（保安基準上80%まで：実効容量約42L）と約半分強に減少しているが、ハイブリッドシステムにより航続距離はほぼ据え置かれている。これらによりJC08モード燃費は19.4 km/L、WLTCモード燃費は16.8 km/L となっており、タクシー用車両では初となる「平成32年度燃費基準+30%」と「平成17年排ガス基準75%低減」を同時に達成。
サスペンションは、フロントにマクファーソンストラット式コイルスプリング、リアにトレーリングリンク車軸式コイルスプリング（3リンク式）がそれぞれ採用されており、耐久性を高めるため、タクシー用に専用設計された。

### 安全性能
安全性能においては、衝突回避支援パッケージの「Toyota Safety Sense C」を標準装備しており、インテリジェントクリアランスソナー（パーキングサポートブレーキ）をオプション設定している。2019年3月の一部改良で、コンパクトカーのアクアなどへ適用されている、昼間の歩行者検知機能を追加した改良型へ更新された。

### ユニバーサルデザイン
車椅子用のスロープを標準で搭載しているが、トヨタの想定よりも設置作業に時間がかかることが、障害者やタクシー事業者から指摘された。そのため、2019年3月以降に販売される車両に、作業時間を短縮する改良の実施を行い、既に販売した車両にも、無料で部品交換など改良措置を適用すると発表した。その後2020年1月には、同年3月31日の標準仕様ユニバーサルデザインタクシー認定要領の改正に伴い、スロープの耐荷重を200kgから300kgに変更する改良がなされた。詳細は「#車椅子利用者からの改善要求」の項目を参照。

### 前モデル（コンフォート系）との比較
- CO2排出量が大幅に削減されており、コンフォートでは「1km走行におけるCO2排出量」が171g（CO2/km 10・15モード）だが、ジャパンタクシーでは80g（CO2/km 10・15モード）と半分近くまで削減されている。[41][42]
- カタログ上での燃費がかなり改善されており、コンフォートでは9.8km/L（10・15モード）だが、ジャパンタクシーでは21km/L（10・15モード）と、2倍以上の改善がされている。[41][42]
- 衝突被害軽減ブレーキがないコンフォート系と比較し、ジャパンタクシーでは標準搭載のため、事故などの危険性が減少した。
- 上位グレードである「匠」のみではあるがリアシートにシートヒーターおよびサーキュレーター（扇風機）[注 29]の設定がされており、サーキュレーター（扇風機）[注 29]は風量の設定も天井のスイッチにて変更が可能なため搭乗者が利用しやすいようになった。一方でシートヒーターはオンオフのみの切り替えとなっており調節が利かないため、特に長時間の乗車の場合、低温熱傷やアイロンの原理で搭乗者の衣服の折り目を毀損したり余計なしわをつけるリスクがある。
- 運転席シートバックに純正でUSB充電ポート（Type-Aコネクタ、最大電流2.1A）が2口搭載されており、搭乗者の使い勝手が向上。ただしケーブルは装備されていないため、事業者が常備していない限りは搭乗者が自身で用意する必要がある。
- 上位グレードである「匠」においてはヘッドライトがLEDになり視認性の向上と長寿命・省電力化がなされた。
- 助手席側後ドアがコンフォート系のヒンジドアからスライドドアに変更されたことで、ぶつけてしまう、乗車後に車高が下がりドア下端が縁石に引っ掛かるなどの危険性が低下した。ただし、寄せすぎてしまった場合は逆に横に広範囲に擦ってしまいやすくなった。
- コンフォート系と比較して燃料搭載量は少ないため、理論上ではコンフォートと同等の航続距離ではあるが、エアコンを多用する夏場や冬場での隔勤1出番（最長21時間の拘束）では2回充填をしないと燃料がもたず、営業上効率が悪くなる場合がある。コンフォート系ではオプションであったボンベのガス冷却機能[注 30] は標準装備されているが、これを利用すると燃費が悪化してしまう欠点も存在する。[注 31]。また、駆動用バッテリーの劣化も航続距離の低下につながる。
- 出力毎重量[注 32]および重量毎出力値[注 33]が最終型のコンフォート系と比較して悪化している。例としてクラウンコンフォートの場合は11.98kg/PS（83.45PS/t）、本車種は14.10kg/PS（70.92PS/t）である[注 34]。
- エンジンの小型化で燃料消費やエンジンオイル量自体は減ったが、指定ブレーキフルードが一般的なBF-3（JIS3種・DOT 3）ではなくBF-5（JIS5種・DOT 5.1）であること[注 35]、タイヤの小径化[注 36]およびスペアタイヤがローテーションに使えないこと[注 37]やハイブリッドの駆動用バッテリーがあることでランニングコストが増える。
- コンフォート系ではスペアタイヤは標準タイヤと同一サイズなので四輪いずれのパンク時もそのまま交換可能だが、本車種ではスペアタイヤレス（パンク修理キット）ないしは応急用（テンパー）タイヤとなっており、前者はパンクの箇所や程度によっては使用できないこと、後者も前述のローテーションに使えない他に前輪のパンク時でも後輪に装着しなければならないという問題がある[注 37]。
- 前輪駆動になったことで後席部のフロアがフラット化し、左右の移動が容易になったり、中央席に座る乗客の快適性が向上したほか、サイズ次第ではスーツケースを後席スペースに積むこともできるようになったが、床面と座面の地上高が増し、乗客の身体状況や乗降方法によっては乗降性が悪化した。また、タイヤの小径化とホイールベースの短縮をもってしても最小回転半径は5.0mから5.3mに広がり小回り性能が悪化した。
- ハザードスイッチがコンフォート系はウインカーレバーの先端にスイッチを設けていたが、ジャパンタクシーではハンドルに内蔵されており、操舵した状態でハザード操作をする際、ハザードスイッチの位置が動いており目視をしないとスイッチ操作がしづらい。[注 38]。
- コンフォート系と比べると絶対的な室内容積が大きいため、各機器の設置スペースや収納スペースが増えている。
- トランクがコンフォート系のノッチバック型のトランクリッドからハッチバックに変更され、かつガスステー付きのため、容量以上の荷物を積んだ際にハッチバックをゴムバンド等で固定できない。車椅子や背の高い荷物を立てて積むことが可能になったが、トノカバーと干渉するため脱着が必要。
- エンジンフードの支持がダンパーから支持棒に変更されたうえ支持棒が車体側ではなくフード側にあり、始業点検等にあたって不便である。
- コンフォート系においては左後のドアの自動ドアはその方式にかかわらずドアロック施錠状態でも開閉できたが[注 39]、本車種では運転席スイッチからの操作でもドアロック施錠状態では開閉できず、防犯面から施錠したい場合は乗客の乗降のたびに施解錠する必要がある。

## 車椅子利用者からの改善要求
ジャパンタクシーの車椅子用のスロープについて、利用者・乗務員・事業者からの評判は以前から良くなかったが、特に車椅子利用者から「ジャパンタクシーは乗り降りに時間がかかって不便」とされ、オンライン署名サイトChange.orgに車体改善を求める約12,000人分の署名が集まり、2018年（平成30年）11月29日、トヨタ自動車名古屋オフィスに提出される事態に至った。
ジャパンタクシーに車椅子のまま乗車するには、
1. 助手席を前に倒して、後部座席を跳ね上げて折りたたむ。
2. 収納袋にある2分割式のスロープを組み立てて、乗降口にピンで留めて設置する。
3. 車椅子を乗せたら固縛ベルトで固定し、乗客用にシートベルトを組み替え装着する。

といった作業が必要で、トヨタ自動車は一連の作業にかかる時間を約10分間とみていたが、実際の乗車現場では15分以上かかるケースもあった。
加えて、トヨタ自動車は「車両側面から乗車できるため、（車いす利用者が）乗車時に車道に出る必要がなく安心」と謳っているが、いっぽう乗務員は座面の操作や固縛ベルト及びシートベルトの脱着のために右側ドアを開けて作業する必要があり、交通の状況によっては危険を伴う。
作業時間がかかり過ぎる、あるいは作業の煩雑さから、従来のタクシーと同じく車椅子は畳んでトランクに積むケースが殆どで、ドライバーの習熟にも全く繋がらない悪循環がある。利用者自身は運転手に座席まで抱えて持ち上げてもらったり、最悪の場合は車椅子利用者が乗車拒否に遭うケースも多発した。これについて、チーフエンジニアの粥川宏は「作業が複雑で、マニュアルをみる時間もかかっていた。考えが甘かった」と述べた。
改良発表前の2018年（平成30年）7月には神奈川トヨタ自動車が、工夫により5分で効率よく乗車できる方法をYouTubeにて紹介しており、トヨタ自動車でも2019年（平成31年）のマイナーチェンジ以降、乗降方法の動画をYouTubeにて公開している。
ジャパンタクシーの車椅子乗降に時間がかかる理由は、車椅子用のスロープが車両に据え付けられていないことが最大の原因である。
ジャパンタクシーのベースとなったシエンタのウェルキャブ（福祉車両）は、車椅子は後部ハッチバックドアから乗降する仕様になっている。また、車椅子用のスロープは車両に据え付けてあり、約10秒でスロープを車外に引き出すことができる（スロープ格納時も同様）。その後、電動ウインチで車椅子を引き上げて、車椅子の乗客のシートベルトを固定するまでが約3分、乗降にかかる時間は5分以内であり
、運転手はリヤハッチドア周辺で車椅子の乗降操作を行うだけで、体力的負担も少ない。
改善後のモデルでもスロープが2分割になっており、なおかつ収納場所が客室内とトランクの2ヶ所に分かれている。そのため、運転手はスロープの取り外し・取り付け、ならびに取り出し・収納のために車両周辺の頻繁な移動を余儀なくされ、無駄な時間がかかるとともに、2分割されたスロープを組み立て・分解するため、体力的な負担も大きい。
トヨタが公開している動画からは、ジャパンタクシーのスロープの据え付けに習熟した人間でも、据え付けに40秒以上、収納に50秒以上かかっていることが確認できる。
トヨタが車椅子用のスロープをジャパンタクシーのフロアに内蔵せず、別体にした理由は公表されていない。

## ガソリンハイブリッド車との競合による売上の伸び悩み
ジャパンタクシーは当初月販1,000台を見込んでいたが、実際の登録台数は2021年が年間4,081台、2022年が年間3,998台と、当初予想の1/3程度にとどまっている。
大きな理由は、本来はタクシー専用のLPGハイブリッドとして開発されたジャパンタクシーを購入するはずのユーザーが、同じトヨタのガソリンハイブリッド車のシエンタに乗り換えているためである。すなわち、トヨタ内でタクシー車種の共食いが起きているのである。
事業者がシエンタを選ぶ理由として、JPN TAXIがシエンタに対し「値段が高すぎる」「福祉車両として使いにくい」「純正LPG車であることがアドバンテージでなくなった」（LPGスタンドの減少やバイフューエル改造のタクシー業界内における普及など）点が指摘されている｡
ジャパンタクシーは先代のクラウンコンフォートやコンフォートなどのXS10系と比べて価格が1台あたり100万円以上も高価になった。さらに、近年は地方を中心にLPGスタンドの廃業が増えている。
その結果、一部タクシー会社では、燃費の良いガソリンハイブリッドであればLPG燃料とガソリン燃料の価格差を吸収できるとの考えから、ジャパンタクシーのベース車であり、価格も廉価なトヨタ・シエンタに乗り換えるケースが増えている。
なお2023年6月27日現在のトヨタ公式サイト情報（ただし1万円未満切り上げ）によると､シエンタHV（FF・5シーター）は標準車で238〜287万円（税込）、Welcab「車いす仕様車 タイプI（助手席側セカンドシート付）」で252〜297万円（非課税）となっており、HV・車いす仕様同士の競合でもJPN TAXIのベースグレード「和」（334万円、税込み）と比べて82〜37万円もの価格差が発生する。さらにはシエンタ標準車の場合、JPN TAXIにはないAWDや7シーターも選択可能である､ピュアガソリン車であればWelcabタイプIも213万円から選択可能であるなど選択肢が豊富に用意されている。
全国LPガス協会のデータによると、LPGハイブリッド車のジャパンタクシーの登録台数は2018年から2020年にかけて1万台増加している一方で、全国のLPG車のタクシーの登録台数は同じ時期の2018年から2020年にかけて2万台以上減少している。
同じ期間で、法人タクシーの全体の台数は6,800台程度の減少に過ぎないため、全国のタクシー会社が、13,000台以上の老朽化したLPGタクシーを、ジャパンタクシーではなくシエンタなどのガソリンハイブリッド車や電気自動車など、LPGガス車以外の車両に買い替えていることになる。
皮肉な事にタクシー事業者の要望に応じてLPGハイブリッド車として開発したことが仇となり、同じトヨタ内で、ベースとなったガソリンハイブリッド車のシエンタと競合する現状になっている。
ユニバーサルデザインの観点から見ると、使用燃料がガソリンで構わなければ、ガソリンハイブリッド車のシエンタのウェルキャブをタクシー化したほうが、車椅子乗客にとって乗降がジャパンタクシーよりも容易になり、運転手の負担も少なくなるうえに値段もHVのベースグレード同士で80万円以上、ピュアガソリン車を選んだ場合は120万円以上も安くなるメリットがある。
さらに、シエンタのガソリンハイブリッド仕様車を、ガソリンとLPGの2種類の燃料が使用できるバイフューエル仕様車に改造するケースも出現している。なお、シエンタをLPGバイフューエル化するにあたってLPGボンベを後席と荷室の間に設置した場合、後部ハッチバックドアから車椅子の乗降を行うことは物理的に不可能になる。そのため、シエンタのウェルキャブを、乗車定員を保ったままLPGハイブリッド化することは技術的に困難である。

## タクシー業界団体からの耐久性改善要望
ジャパンタクシーはハイブリッドシステム、電動スライドドアなど、これまでタクシー専用車種に本格的に導入されていなかった多くの新機軸が盛り込まれたが、走行距離20万kmを超えたあたりから、これらの不具合が多発していることが判明している。
ジャパンタクシーの発売から5年以上経過した2023年3月29日、全国ハイヤー・タクシー連合会がトヨタ自動車のお客様関連部に、ジャパンタクシーの耐久性改善に関する要望書を提出した。
全国ハイヤー・タクシー連合会の下部団体である東京ハイヤー・タクシー協会の会員各社から「ジャパンタクシーは走行距離20万キロを超えたあたりから不具合が多発する」という苦情が相次ぐようになり、東京ハイヤー・タクシー協会が調査を実施した。その結果、ジャパンタクシーの95％以上の車両でハイブリッドシステムのインバーターの故障や、スライドドアが開かないなどのトラブルが発生していることが明らかになった。
ジャパンタクシーの不具合問題については、国土交通大臣の記者会見でも質疑応答が行われており、2023年4月18日の国土交通大臣の記者会見にて、記者からの質問がなされた。
それに対して、国土交通大臣の斉藤鉄夫は、
と回答している。

## 日本国外における販売
先代に当たるクラウンコンフォートと同様、世界の左側通行・右ハンドルである香港でも販売されている。ただし、輸出仕様の車名は当初「ジャパンタクシー」ではなく「コンフォート」であったが2024年3月現在では「TAXI」に変更されている。
2023年3月に、タイ王国で開催されたバンコク国際モーターショーに、現地タクシーの塗装を施したジャパンタクシーが「LPG HEV TAXI CONCEPT」という名前で参考出品された。
現在のタイのタクシーの主流は、セダンタイプのカローラアルティス（タイ現地生産車）であるが、今後タイにおいてジャパンタクシーの販売を行うための布石ではないかと見られている。
ただし、タイの輸入車に対する関税は高額なため、将来的にタイでジャパンタクシーの現地生産を行う可能性も指摘されている。

トヨタ・コンフォート（香港仕様）
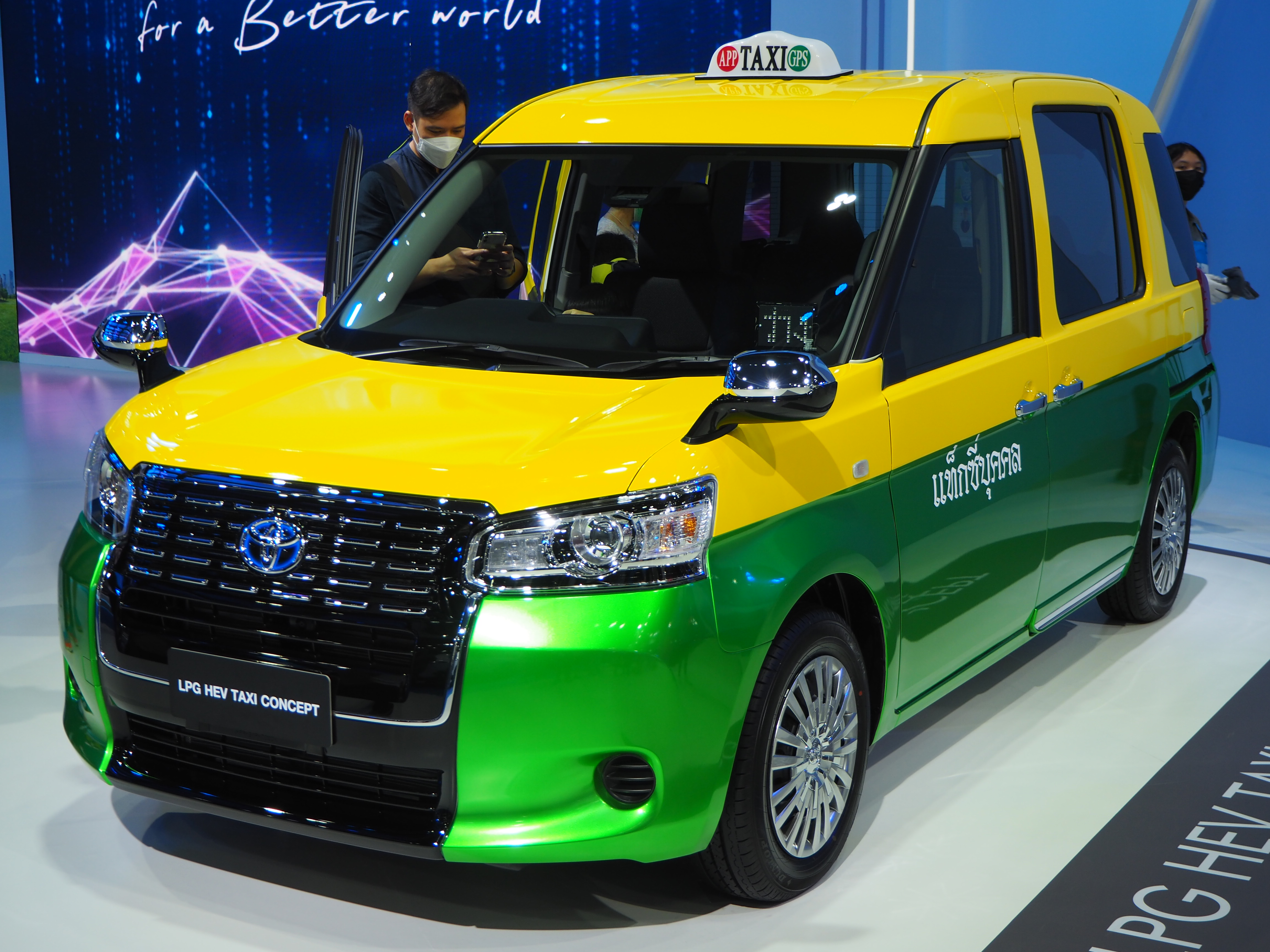
LPG HEV TAXI CONCEPT（2023年 タイ・バンコクモーターショー参考出品車）

## 2020年5月（東京地区は2019年3月）までの取り扱いチャネル
- トヨタ店
- トヨペット店

タクシー向けのコンフォート系が、トヨタ店（東京地区はトヨペットと併売）で取り扱っていたことを引き継いでいた。ただし商用車扱いであり、2020年4月以降も、トヨタ店・トヨペット店以外での取り扱いのない地域もある。